# Lennart Frick (författare)
Lennart Frick, född 29 mars 1939 i Ytterturingen, Jämtland, är en svensk författare, journalist, kritiker och förlagsman.
Frick drev förlaget Fripress under åren 1970–1990, främst inriktad på lyrik, varibland exempelvis Wisława Szymborska, Jaroslav Seifert, Imants Ziedonis, Zbigniew Herbert, Vizma Belševica och Jaan Kaplinski gavs ut.
Åren 1961–1966 var han gift med kurator Lilian Sjölund, född 1940, dotter till åkaren John Sjölund och Sonja, ogift Larsson, och från 1975 till hennes död 2023 med Kerstin Kvint, född 1936, dotter till ingenjören Einar Bigert och Margit, ogift Nilsson.

## Priser och utmärkelser
- 1972 – Vilhelm Moberg-stipendiet
- 1973 – Tidningen Vi:s litteraturpris
- 1977 – TCO:s kulturpris
- 1980 – ABF:s litteratur- & konststipendium
- 1993 – Östersunds-Postens litteraturpris